# Ultima VIII: Pagan
Ultima VIII: Pagan est un jeu vidéo de rôle développé et publié par Origin Systems en mars 1994. Il est le huitième épisode de la série Ultima créée par Richard Garriott.

## Présentation
La principale nouveauté apportée à la série par Ultima VIII était le retour au contrôle d’un unique personnage, au lieu d’un groupe comme dans les quatre précédents épisodes.
Ultima VIII ne fut pas aussi bien reçu qu’Ultima VII et un certain nombre de personnes, y compris Richard Garriott, mirent ce demi-échec sur le compte d’un développement trop hâtif causé par la pression de l’éditeur, Electronic Arts, sur le studio de développement pour que celui-ci sorte le jeu au plus vite. De plus, l’abandon de plusieurs caractéristiques appréciées dans les précédents épisodes — comme la succession du jour et de la nuit, par exemple —, un monde considérablement plus petit, des passages d’arcade peu maniables, déplurent visiblement aux fans. Le jeu comportait des bugs fréquents et le scénario plusieurs incohérences.
Une deuxième édition corrigea les bogues et les incohérences ainsi que les problèmes rencontrés lorsque le personnage sautait, conduisant à un jeu de rôle nettement acceptable, mais trop tard pour sauver la réputation du jeu.

## Scénario
À la suite de la défaite de Batlin dans Serpent Isle, le Gardien enlève l’Avatar (en) sur un monde qu’il détruisit jadis : Pagan.
Les habitants de Pagan, les zealans, avertis de l'arrivée d'un dieu destructeur sur leur monde par la voix télépathique du dénommé Gardien, érigèrent, comme celui-ci le leur conseilla, un monolithe de roche noire qu'ils vénérèrent. Ils devinrent ainsi les pagans. Dès que le monolithe fut achevé, comme l'avait prédit le Gardien, le destructeur se montra ; à son arrivée, il détruisit d'un regard le monolithe avant de se retourner contre les habitants de ce monde. Le monolithe se fragmentant, il donna cinq pierres de roche noire. De quatre des pierres, semble-t-il, sortirent quatre titans représentant chacun un élément : eau, feu, terre, air. Les titans se retournèrent contre le destructeur, le détruisirent, et se firent adorer en dieux par les mortels d'un monde complètement ravagé. C'est en tout cas ce qu'on laisse croire, au début, au joueur.
Cependant le joueur apprendra au cours du jeu, comme dans tous les autres Ultima où le Gardien intervient, que tout ceci n'a été qu'une vaste supercherie. La roche noire, élément de transport entre les plans (le concept de porte noire d'Ultima VII le suggère), permit simplement au Gardien d'envahir Pagan. Celui-ci possédant le don de suggérer des pensées par télépathie, il mit en tête à certains zealans de se détourner de leur philosophie première (la vénération de vertus représentées par trois divinités) pour former une religion nouvelle, ce qu'on appelle communément une secte. Tirant parti de ces serviteurs improvisés, le Gardien fit croire à la population entière l'approche d'un danger imminent. Il lui fit croire aussi que l'unique moyen de combattre ce danger se trouvait dans la roche noire. Il se garda bien de leur dire que ce serait la roche noire qui apporterait, en réalité, la destruction prophétisée. Une fois le monolithe réalisé, le Gardien pouvait apparaître en tant que destructeur et réaliser la prophétie qu'il avait lui-même inventée. Se servant de la roche noire, il invoqua quatre de ses serviteurs pour asservir et terroriser Pagan, la cinquième roche ayant sans doute servi pour son départ. Les héros titans, vénérés et craints, n'étaient autres que des conspirateurs enrôlés pour empêcher Pagan de connaître un renouveau. Ils prospérèrent d'ailleurs grâce à la peur qu'ils suscitaient parmi les populations soumises et grâce à l'avidité des serviteurs mortels auxquels ils prêtaient une partie de leurs pouvoirs; seuls quelques zealans osèrent leur résister mais ils furent balayés.
Le concept de vertu et son opposition à l'entité destructrice du Gardien est très propre à la série des Ultima. L'idée consiste dans le fait que les vertus, lorsqu'elles sont appliquées de manière systématique par des membres d'une société, amènent l'harmonie et empêchent l'exclusion : c'est une idée optimiste de l'humanité, dans laquelle l'homme applique les préceptes sans les discuter et sans chercher à faire primer son intérêt sur celui des autres. Ce système de vertus, posé dans un contexte médiéval, rappelle la chevalerie telle qu'elle est présentée dans les romans et relance toute l'idée de la Justice. Bien que le concepteur, Richard Garriott, ait souvent nié dans ses interventions avoir recherché à établir une philosophie particulière, il n'en reste pas moins que le jeu qui a fait de lui un des créateurs de jeux de rôle informatiques les plus réputés, est basé sur ce genre de considérations.
Ultima VIII possède une atmosphère beaucoup plus sombre que les autres Ultima, sur une base scénaristique complètement différente. Le système de magie et le bestiaire sont entièrement nouveaux.

## The Lost Vale
The Lost Vale est une extension pour Ultima VIII qui, bien que prévue depuis le début et attendue par la communauté des joueurs, ne fut jamais publiée ; elle fut en effet annulée lorsque le jeu ne se vendit pas aussi bien qu’espéré. Des indices présents dans Ultima VIII laissent à penser que cette extension aurait ajouté une nouvelle histoire à propos des « Zealans », adeptes d’une ancienne religion, résistant aux Titans.

## Accueil
| Ultima VIII |    |      |
| AllGame     | US | 3/5  |
| Dragon      | US | 3/5  |
| Gen4        | FR | 98 % |
| Joystick    | FR | 93 % |
| PC Format   | US | 92 % |
| PC Gamer    | US | 78 % |
| PC Zone     | US | 78 % |